# Kriget i Danmark 1700 under stora nordiska kriget
Kriget i Danmark var den landstigningen på Själland 1700 i början av stora nordiska kriget. Kriget mellan Danmark och Sverige slutade med freden i Traventhal samma år. 

## Bakgrund
Stora nordiska krigets bakgrundsbild har sin huvudsakliga grund i att Sverige under flera decennier hade utökat sitt rike på sina grannländers bekostnad. Fredrik IV av Danmark, August II av Polen och Peter I av Ryssland hade gått i ett anfallsförbund mot Sverige i syfte att ta tillbaka det som Sverige tagit ifrån dem. 
På sommaren 1699 beslöt man i Sverige att utöka de trupper som fanns i Wismar och Bremen-Verden samt hjälpa hertigen av Holstein-Gottorp att bygga upp de fästningar som danskarna tidigare förstört.

## Anfallet
Den 20 mars, kort efter underlättelsen om Sachsens angrepp mot Livland, fick Sverige reda på att Danmark anfallit Schleswig och Holstein. Danmark hade satt in cirka 20 000 man mot Holstein. Endast 5 000 försvarare var förlagda i området så de danska trupperna kunde erövra nästan hela Holstein. De fästningar som hertigen hade låtit bygga upp förstördes igen. De svenska och holsteinska trupperna, ledda av Johan Gabriel Banér, drog sig till Tönningen. Danmark började snabbt belägra fästningen. Belägringen hävdes i maj av svenska trupper som kom ifrån de svenska provinserna i nordtyskland samt lüneburgska trupper.

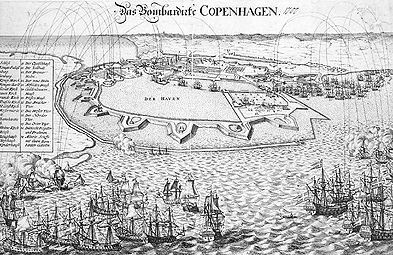
Den danska flottan jagas in till Köpenhamn, som beskjuts.

Det svenska indelningsverket sammankallades. Karl XII lämnade Stockholm natten mellan den 13 april och den 14 april för att rida till Karlskrona och påskynda flottans upprustning. Flottan kunde dock först i juni lämna Karlskrona. Även engelska och holländska skepp anlände till den svenska flottan, för att kunna bidra till att maktförhållandena i norden åter kunde balanseras.
I Skåne samlades cirka 16 000 man för att angripa Danmark och vid norska gränsen ungefär 10 000 man. Från Karlskrona skeppades flottan till Öresund. Men den svenske generalamiralen Hans Wachtmeister ställdes inför problem när man skulle segla in i södra Öresund. Den danska flottan hade nämligen blockerat den västra infarten vid Drogden. Hans enda väg igenom var den östra vid Flintrännan vilken han ansåg vara för grund för de stora fartygen. Men Karl XII gav order om att han skulle försöka. Den 3 juli kunde flottan segla igenom Flintrännan med endast fem skepp hade gått på grund, som kunde dras loss. 
Flottan förenade sig med den engelsk-holländska vid ön Ven, därefter kunde de bombardera den danska som drog sig till Köpenhamn.

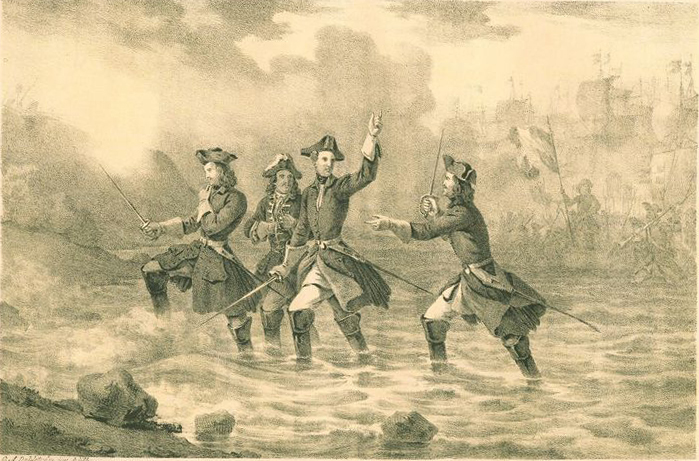
Karl XII landstiger på Själland den 25 juli

Istället för att undsätta Holstein beslöt den svensk-engelsk-holländska krigsledningen att landstiga på Själland vid Humlebæk söder om Helsingör. 
Vid sextiden på kvällen den 25 juli landsattes cirka 2 500 man svensk trupp, som mötte svagt motstånd från ungefär 700 danska soldater. De misslyckades stoppa angreppet efter en kort strid. Senare på samma dag landsattes ytterligare trupper så att den svenska hären i Danmark uppgick till ungefär 4 900 man. Danskarnas här vände då tillbaka till Köpenhamn. 
Resten av den svenska armén kunde inte landsättas förrän två veckor senare på grund av vädret. Med 10 000 man började då Karl XII marschera mot Köpenhamn.

## Freden
Danmarks kung Fredrik IV hade efter underlättelserna om Karl XII:s landstigning börjat förhandla om fred med Holstein och Lüneburg. Den 8 augusti slöts freden i Traventhal. Både Englands, Nederländernas och Lüneburgs arméer respektive flottor vände då hemåt. Karl XII:s plan om att förstöra den danska flottan var då omöjlig, eftersom den danska var mycket kraftigare än den svenska själv. Så svenskarna började skeppa tillbaka sina trupper över Öresund. 
Danmark kunde på det viset undvika ett totalt nederlag.